# Офельгюнне
Офельгюнне (нем. Ovelgünne) — община в Германии, в земле Саксония-Анхальт. 
Входит в состав района Бёрде. Подчиняется управлению Обере Аллер.  Население составляет 430 человек (на 31 декабря 2006 года). Занимает площадь 13,50 км².